# Outi Kettunen
Outi Petra Maria Kettunen, née le 8 mars 1978 à Kajaani, est une biathlète finlandaise.

## Biographie
Outi Kettunen est débutante à la Coupe du monde lors de la saison 1998-1999. Cet hiver, elle obtient rapidement des résultats tels qu'une quatrième place à l'individuel de Brezno, son meilleur résultat individuel dans la compétition.
Aux Championnats du monde à Kontiolahti, elle est notamment sixième du sprint et huitième de la poursuite. Juste après, Kettunen monte sur son unique podium dans un relais de Coupe du monde à Lake Placid.
En 2000, elle est contrôlée positive à la nandrolone, ce qui lui vaut une suspension de deux ans, ramenée à un an finalement du fait de l'aspect invonlontaire.
Aux Jeux olympiques de Salt Lake City, en 2002, elle est 37e du sprint et de la poursuite, 48e de l'individuel et 12e du relais.

## Palmarès

### Jeux olympiques d'hiver
| Épreuve / Édition      | Individuel | Sprint | Poursuite | Relais |
| ---------------------- | ---------- | ------ | --------- | ------ |
| JO 2002 Salt Lake City | 48e        | 37e    | 37e       | 12e    |

Légende :
- — : pas de participation à l'épreuve.

### Championnats du monde
| Épreuve / Édition              | individuel                       | Sprint                           | Poursuite                        | Départ en masse                  | Relais                           | Relais mixte                     | Course par équipes               |
| Mondiaux 1999 Kontiolahti Oslo | 24e                              | 6e                               | 8e                               | Abandon                          | 6e                               | Épreuve inexistante à cette date | Épreuve inexistante à cette date |
| Mondiaux 2000 Oslo Lahti       |                                  | 24e                              | 43e                              | -                                | 7e                               | Épreuve inexistante à cette date | Épreuve inexistante à cette date |
| Mondiaux 2003 Khanty-Mansiysk  | 23e                              | 53e                              | DNS                              | -                                | 6e                               | Épreuve inexistante à cette date | Épreuve inexistante à cette date |
| Mondiaux 2004 Oberhof          | 57e                              | 31e                              | 31e                              | -                                | 13e                              | Épreuve inexistante à cette date | Épreuve inexistante à cette date |
| Mondiaux 2005 Hochfilzen       | 37e                              | 57e                              | DNS                              | -                                | 7e                               | Épreuve inexistante à cette date | Épreuve inexistante à cette date |
| Mondiaux 2006 Pokljuka         | Épreuve inexistante à cette date | Épreuve inexistante à cette date | Épreuve inexistante à cette date | Épreuve inexistante à cette date | Épreuve inexistante à cette date | 19e                              | Épreuve inexistante à cette date |

Légende :

 : épreuve inexistante à cette date

— : pas de participation à cette épreuve

DNS : n'a pas pris le départ

### Coupe du monde
- Meilleur classement général : 22e en Coupe du monde de biathlon 1998-1999.
- Meilleur résultat individuel : 4e.
- 1 podium en relais : 1 troisième place.

#### Classements annuels
| Année | Classement général final |
| 1999  | 22e                      |
| 2000  | 47e                      |
| 2002  | 70e                      |
| 2003  | 61e                      |
| 2005  | 69e                      |
| 2006  | 71e                      |